# Pfarrkirche Traiskirchen

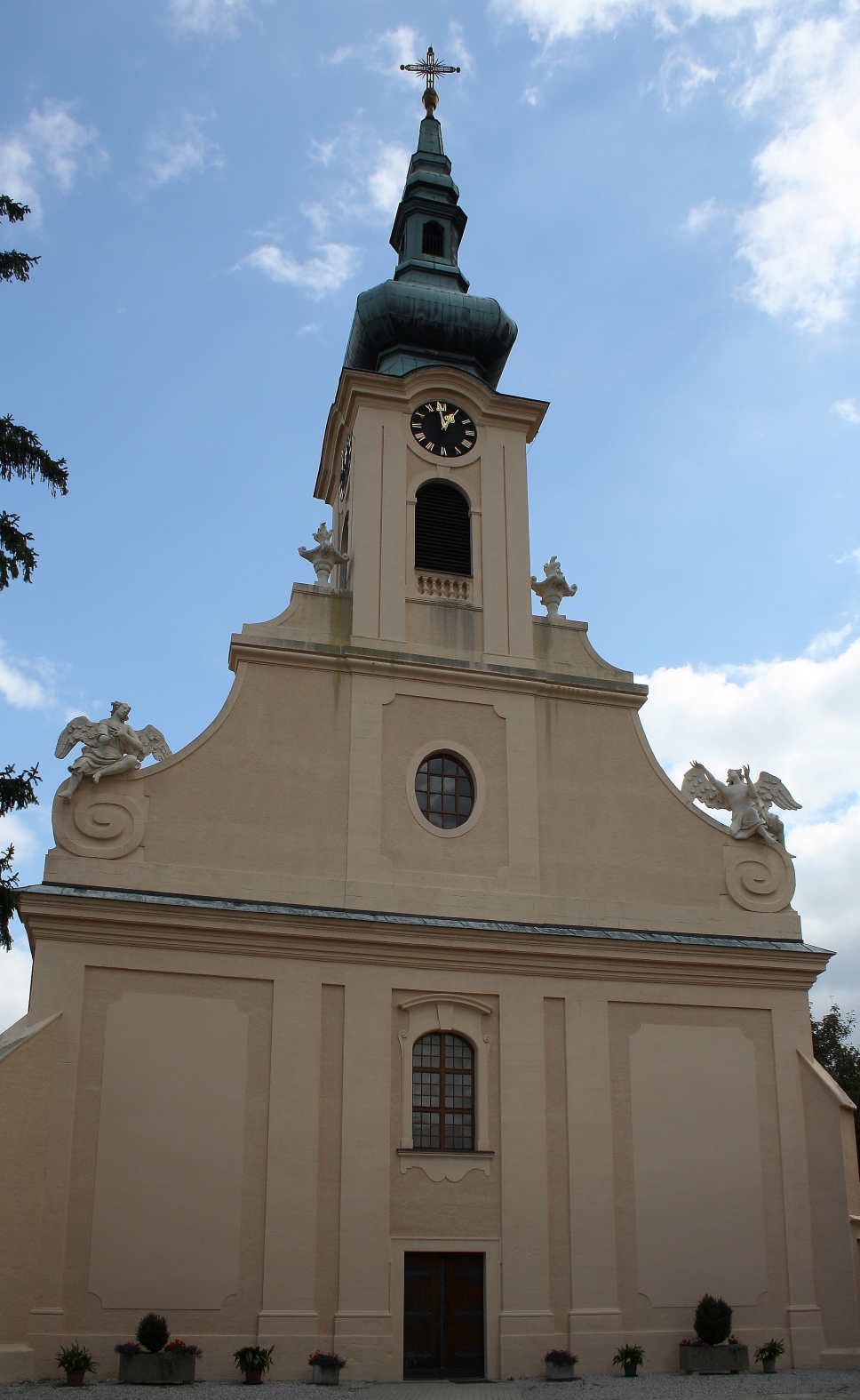
Westfront der Pfarrkirche hl. Margareta im Innenhof der Wehrkirchenanlage Traiskirchen

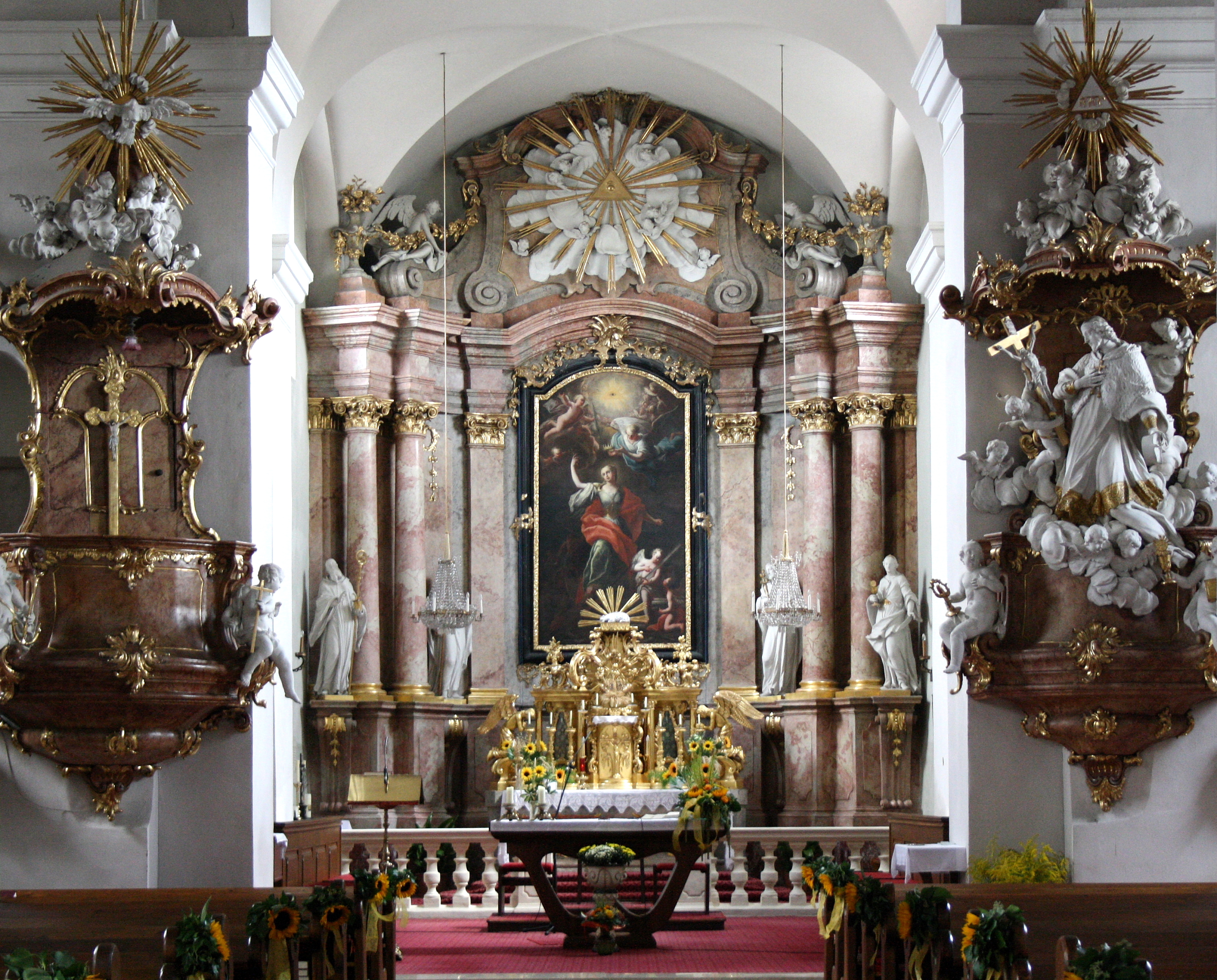
Langhaus, Blick in den Chor

Die Pfarrkirche Traiskirchen steht in einer ummauerten Wehrkirchenanlage östlich der Wiener Straße in der Stadtgemeinde Traiskirchen im Bezirk Baden in Niederösterreich. Die dem Patrozinium hl. Margareta unterstellte römisch-katholische Pfarrkirche – dem Stift Melk inkorporiert – gehört zum Dekanat Baden in der Erzdiözese Wien. Die Kirche steht mit dem Pfarrhof und der Ummauerung mit Wehrgraben und Brücke unter Denkmalschutz (Listeneintrag).

## Geschichte
Bischof Altmann von Passau weihte im Jahr 1082 in Traiskirchen eine Kirche auf den Standort einer früheren Kirche. Die Pfarre wurde 1113 von Herzog Leopold III. dem Stift Melk übergeben. Am 7. Jänner 1120 umfasste das Pfarrgebiet die heutigen Pfarren Tribuswinkel, Pfaffstätten, Baden, St. Helena, Sooß, Bad Vöslau, Gainfarn, Leobersdorf, Kottingbrunn, Sollenau, Tattendorf, Günselsdorf, Oberwaltersdorf, Ebreichsdorf, Unterwaltersdorf und Moosbrunn.
Die ursprüngliche Wehrkirche wurde im Jahr 1683 im Türkenkrieg bis auf die Grundmauern zerstört. Mit Abt Gregor Müller des Stiftes Melk wurde die Kirche nach den Plänen des Architekten und Baumeisters Mathias Gerl ab 1753/1755 weitgehend umgebaut und am 12. Juni 1774 durch Fürsterzbischof Kardinal Christoph Anton von Migazzi geweiht.

## Architektur
Die im Kern gotische Hallenkirche mit einem eingestellten Westturm hat einen rechteckig schließenden Chor. Die Kirche steht in einem 1530/1538 befestigten Areal mit ehemals doppelter Umfassungsmauer mit Zwinger und Wassergraben. Der Zugang erfolgt von Westen über eine Bogenbrücke, flankiert von Statuen der Heiligen Johannes Nepomuk und Sebastian, beide auf Sockeln mit der Nennung 1716. Der zweigeschoßige zinnenbekrönten Torturm hat eine segmentbogige Durchfahrt und einem Keilstein mit dem Wappen des Abtes Urban II. von Melk. Nordseitig an den Torbau schließt der parallel zur Wiener Straße gelagerte Pfarrhof an und südseitig ein ehemaliges Wirtschaftsgebäude. Im Norden steht ein eingeschoßiger lang gestreckter Bau als Pfarrheim und ehemalige Schule. Östlich der Kirche bestand bis 1864 der Friedhof, heute ein unverbautes Gelände.
Das Langhaus ist mit einem Walmdach gedeckt und hat einen eingezogenen gerade schließenden Chor mit Segmentbogenfenstern und Strebepfeilern. Seitlich an den Chor schließen sich beidseits eingeschoßige Anbauten mit Rechteckfenstern unter einem Pultdach, südseitig mit einem Rechteckportal mit Oberlichte zur Sakristei. Die breit gelagerte Westfront hat ein reich gegliedertes Gesims und eine geschweifte in Voluten auslaufende Giebelzone. Die auf den Voluten sitzenden Engelsfiguren schuf Johann Sack. Die Fassade und der Giebel sind dreiachsig gegliedert. In der Mittelachse befindet sich das rechteckige Westportal und ein Rundbogenfenster und in der Giebelzone ein Rundfenster. Der Turmaufsatz mit rundbogigen Schallfenstern, flankiert von Aufsatzvasen, trägt einen Zwiebelhelm.
Südlich des Westportals befindet sich eine schmale reliefartige Figur der hl. Barbara und eine Gedenktafel für die im Ersten Weltkrieg Gefallenen der Kadettenschule Traiskirchen um 1920. Südseitig am Langhaus befinden sich teils stark verwitterte Grabsteine aus dem 18. und 19. Jahrhundert.
Das Kircheninnere zeigt ein einheitliches dreischiffiges vierjochiges Langhaus mit einem Mittelschiff unter einer Stichkappentonne auf Rechteckpfeilern und durch breite Gurten von den kreuzgratgewölbten pilastergegliederten Seitenschiffen abgesetzt. Das platzlgewölbte Turmerdgeschoß hat südseitig eine Lourdesgrotte aus dem 20. Jahrhundert und nordseitig den Aufgang zur Empore und Turm. Die Empore im Mittelschiff schwingt in einem weiten Segmentbogen vor und ist tonnenunterwölbt. Die Brüstung zeigt das Melker Wappen. Der eingezogene Triumphbogen ist rundbogig. Der zweijochige Chor hat ein Kreuzgratgewölbe auf kräftigen Pilastern und hat beidseits stuckgerahmte Oratoriumsfenster. Die den Chor flankierenden Nebenräume sind südlich die Sakristei und nördlich die Barbarakapelle.
Die Glasmalerei mit neubarocken Ornamenten entstand im Ende des 19. Jahrhunderts.

## Ausstattung
Der Hochaltar als Säulenretabel aus der Mitte des 18. Jahrhunderts hat einen volutengerahmten übergiebelten Auszug und nimmt die Breite der Apsiswand ein, er zeigt das Altarblatt hl. Margaretha und trägt die Statuen der Heiligen Benedikt und Jakobus der Ältere sowie Josef und Barbara und im Auszug Auge Gottes flankiert von Engelsfiguren.
Die Orgel baute Franz Ullmann 1839 in einem barockisierenden Gehäuse. Eine Glocke nennt Hans Schen 1616. Eine Glocke nennt Johann Caspar Hofbauer 1783.

## Gedenktafeln
- R. P. Carolus Bierbauer 1837, R. P. Benedikt Strattmann 1835, R. P. Georgius Eggenberger 1847, Abt Isidor 1809, Abt Antonius Payrhueber 1814, alle in klassizistischer Rahmung, vom ehemaligen Kirchfriedhof hierher übertragen. In der Barbarakapelle befinden sich Gedenktafeln zu den Kommandanten der Kadettenschule Traiskirchen.